# John Williams
John Towner Williams (Long Island, 8 de fevereiro de 1932), é um compositor e maestro americano. Foi premiado várias vezes por suas trilhas sonoras.
Amigo de Steven Spielberg, assina quase todas as trilhas de seus filmes, tais como os temas inesquecíveis de Jaws, E.T. the Extra-Terrestrial, Jurassic Park e Schindler's List. Também é parceiro do cineasta George Lucas, sendo o autor das famosas trilhas das bem sucedidas séries cinematográficas Star Wars e Indiana Jones. Outras trilhas famosas de autoria de Williams são a dos três primeiros filmes da série Harry Potter e a trilha do primeiro filme do Superman estrelado por Christopher Reeve. Com a trilha sonora de The Book Thief, John Williams conseguiu a incrível marca de 49 indicações ao Oscar, atualmente 54 com o seu trabalho em Indiana Jones e a Relíquia do Destino. Williams ganhou Oscars com Fiddler on the Roof, Jaws, Star Wars, E.T. the Extra-Terrestrial e Schindler's List.
É considerado um dos maiores compositores da história do cinema, tanto pelo volume de sua obra, como pela sua popularidade. Com 51 indicações, John Williams é a segunda pessoa mais indicada ao Oscar da história, perdendo para Walt Disney. Seu trabalho para o cinema é marcado por um estilo grandioso, facilmente reconhecido pelo público, em sua carreira soma cerca de 112 prêmios de 220 indicações segundo o IMDb, sendo o compositor de trilha sonora para filmes mais premiado da história.
Além dos seus trabalhos em trilhas de filmes, é conhecido também por suas obras eruditas e concertos para fagote e orquestra, para violoncelo, para trompete, violino, flauta e o concerto para trompa.

## Início da vida e família
John Williams nasceu em 8 de fevereiro de 1932, em Flushing (Queens), Nova York, filho de Ester e John Williams, Sr. Seu pai era um percussionista de jazz que tocava com a Raymond Scott Quintet.
Em 1948, Williams se mudou para Los Angeles com sua família. Williams ingressou na North Hollywood High School e se graduou em 1950. Mais tarde, frequentou a Universidade da Califórnia em Los Angeles (UCLA), e estudou com o compositor italiano Mario Castelnuovo-Tedesco. Em 1952, Williams foi convocado para a Força Aérea dos Estados Unidos, onde dirigiu e fez arranjos musicais para o Air Force Band, como parte de suas atribuições.
Após seu serviço na Força Aérea, que terminou em 1955, Williams se mudou para New York e entrou para a Juilliard School, onde estudou piano com Rosina Lhévinne. Durante este tempo, Williams trabalhou como pianista de jazz em muitos clubes de Nova York e, eventualmente, estúdios, principalmente para o compositor Henry Mancini. Seus músicos companheiros foram Rolly Bundock no baixo, Jack Sperling na bateria e Bob Bain na guitarra, sendo destaque na série de televisão Sr. Lucky. Williams era conhecido como "Little Johnny Love". Williams, durante o início dos anos 1960, atuou como arranjador e maestro de uma popular série de álbuns de música com o cantor Frankie Laine.
Williams foi casado com a atriz Barbara Ruick de 1956 até sua morte em 3 de março de 1974. J. Williams teve três filhos: Jennifer (nascido em 1956), Mark Towner Williams (nascido em 1958) e Joseph (nascido em 1960); o filho mais novo de Williams é um dos principais cantores da banda "Toto". John Williams se casou com sua segunda esposa, Samantha Winslow, em 21 de julho de 1980.
John Williams é um membro honorário da Kappa Kappa Psi, a fraternidade nacional para os membros da banda da faculdade.

## Carreira
John Williams começou sua carreira como orquestrador de grande compositores, como Alfred Newman. Seu primeiro grande filme foi Daddy-O. Ganhou notoriedade em Hollywood por sua versatilidade em composições de jazz. Williams recebeu sua primeira indicação para um Oscar por sua trilha sonora para o Valley of the Dolls (1967). A partir daí, quase todos os anos seguintes renderam uma indicação ao mestre. Sua primeira vitória foi com Fiddler on the Roof (1971). Em 1974, Williams foi abordado pelo diretor Steven Spielberg para compor a música para sua estreia na direção, The Sugarland Express. O jovem diretor ficou impressionado com o escore de Williams para o filme The Reivers (1969), e Spielberg estava convicto de que Williams poderia compor o som musical que desejava para qualquer um dos seus filmes. Eles uniram-se novamente um ano mais tarde para o segundo filme de Spielberg, Jaws. Amplamente considerado um filme de suspense clássico, as duas notas sinistras tornaram-se sinônimo de tubarões e perigo que se aproxima. A pontuação para John Williams rendeu seu segundo Oscar, seu primeiro de uma composição original. Star Wars, E.T. the Extra-Terrestrial, e Schindler's List, foram outros filmes que renderam um Oscar das 50 indicações para Williams. Muitas de suas trilhas são considerados clássicos, como o tema principal de Star Wars que é a música não popular mais executada da história. Aos 85 anos, Williams tem filmes para compôr a trilha sonora até 2020.

## Composições em cinema
- 2024 – Indiana Jones e a Relíquia do Destino
- 2023 – Os Fabelmans
- 2019 – Star Wars: Episode IX - The Rise of Skywalker
- 2018 – Solo: A Star Wars Story (main theme)
- 2017 – The Post
- 2017 – Star Wars: Episode VIII: The Last Jedi
- 2016 – The BFG
- 2015 – Star Wars: Episode VII: The Force Awakens
- 2015 – Demolition
- 2014 – Road to Paloma
- 2014 – Paranormal Activity: The Marked Ones
- 2013 – The Book Thief
- 2012 – Lincoln
- 2011 – The Adventures of Tintin: The Secret of the Unicorn
- 2011 – War Horse
- 2008 – Indiana Jones and the Kingdom of the Crystal Skull
- 2005 – Munich
- 2005 – Memoirs of a Geisha
- 2005 – War of the Worlds
- 2005 – Star Wars: Episode III - Revenge of the Sith
- 2004 – The Terminal
- 2004 – Harry Potter and the Prisoner of Azkaban
- 2002 – Catch Me If You Can
- 2002 – Harry Potter and the Chamber of Secrets
- 2002 – Minority Report
- 2002 – Star Wars: Episode II - Attack of the Clones
- 2001 – Harry Potter and the Philosopher's Stone
- 2001 – Artificial Intelligence: AI
- 2000 – The Patriot
- 1999 – Angela's Ashes
- 1999 – Star Wars: Episode I - The Phantom Menace
- 1998 – Stepmom
- 1998 – Saving Private Ryan
- 1997 – Amistad
- 1997 – Seven Years in Tibet
- 1997 – The Lost World: Jurassic Park
- 1997 – Rosewood
- 1996 – Sleepers
- 1995 – Nixon
- 1995 – Sabrina
- 1993 – Schindler's List
- 1993 – Jurassic Park
- 1992 – Home Alone 2: Lost in New York
- 1992 – Far and Away
- 1991 – JFK
- 1991 – Hook
- 1990 – Home Alone
- 1990 – Presumed Innocent
- 1990 – Stanley & Iris
- 1989 – Always
- 1989 – Born on the Fourth of July
- 1989 – Indiana Jones and the Last Crusade
- 1988 – The Accidental Tourist
- 1987 – Superman IV: The Quest for Peace (Dois temas)
- 1987 – Empire of the Sun
- 1987 – The Witches of Eastwick
- 1986 – SpaceCamp
- 1984 – The River
- 1984 – Indiana Jones and the Temple of Doom
- 1983 – Star Wars: Return of the Jedi
- 1982 – Monsenhor
- 1982 – E.T. the Extra-Terrestrial
- 1982 – Yes, Giorgio
- 1981 – Heartbeeps
- 1981 – Raiders of the Lost Ark
- 1980 – Star Wars: The Empire Strikes Back
- 1979 – 1941
- 1979 – Dracula
- 1978 – Superman: O Filme
- 1978 – Jaws 2
- 1978 – The Fury
- 1977 – Close Encounters of the Third Kind
- 1977 – Star Wars
- 1977 – Black Sunday
- 1976 – Midway
- 1976 – The Missouri Breaks
- 1976 – Family Plot
- 1975 – The Eiger Sanction
- 1975 – Jaws
- 1974 – The Towering Inferno
- 1974 – Earthquake
- 1974 – The Sugarland Express
- 1974 – Conrack
- 1973 – Cinderella Liberty
- 1973 – The Long Goodbye
- 1973 – The Paper Chase
- 1973 – The Man Who Loved Cat Dancing
- 1973 – Tom Sawyer
- 1973 – Images
- 1972 – Pete 'n' Tillie
- 1972 – The Poseidon Adventure
- 1972 – The Cowboys
- 1971 – Fiddler on the Roof
- 1971 – Story of a Woman
- 1969 – The Reivers
- 1969 – Goodbye, Mr. Chips (Trilha Sonora adaptada)
- 1969 – Daddy's Gone A-Hunting
- 1967 – Valley of the Dolls (Trilha Sonora adaptada)
- 1967 – Fitzwilly
- 1967 – A Guide for the Married Man
- 1966 – The Plainsman
- 1966 – Penelope
- 1966 – Not With My Wife, You Don't!
- 1966 – How to Steal a Million
- 1966 – The Rare Breed
- 1966 – The Time Tunnel
- 1965 – The Katherine Reed Story
- 1965 – Lost in Space
- 1965 – John Goldfarb, Please Come Home!
- 1965 – None But the Brave
- 1964 – The Killers
- 1963 – Gidget Goes to Rome
- 1963 – Diamond Head
- 1962 – Bachelor Flat
- 1962 – Stark Fear
- 1961 – The Secret Ways
- 1960 – Because They're Young
- 1960 – I Passed for White
- 1959 – Daddy-O

## Prêmios e nomeações

### Oscar
| Ano  | Categoria                                           | Filme                                     | Resultado |
| ---- | --------------------------------------------------- | ----------------------------------------- | --------- |
| 1968 | Melhor trilha sonora adaptada                       | Valley of the Dolls                       | Indicado  |
| 1970 | Melhor trilha sonora adaptada                       | Goodbye, Mr. Chips                        | Indicado  |
| 1970 | Melhor trilha sonora original                       | The Reivers                               | Indicado  |
| 1972 | Melhor canção original e trilha sonora adaptada     | Fiddler on the Roof                       | Venceu    |
| 1973 | Melhor trilha sonora original                       | The Poseidon Adventure                    | Indicado  |
| 1973 | Melhor trilha sonora original                       | Images                                    | Indicado  |
| 1974 | Melhor trilha sonora original                       | Cinderella Liberty                        | Indicado  |
| 1974 | Melhor canção original                              | Nice to Be Around (de Cinderella Liberty) | Indicado  |
| 1974 | Melhor trilha sonora adaptada                       | Tom Sawyer                                | Indicado  |
| 1975 | Melhor trilha sonora original                       | The Towering Inferno                      | Indicado  |
| 1976 | Melhor trilha sonora original                       | Jaws                                      | Venceu    |
| 1978 | Melhor trilha sonora original                       | Star Wars                                 | Venceu    |
| 1978 | Melhor trilha sonora original                       | Close Encounters of the Third Kind        | Indicado  |
| 1979 | Melhor trilha sonora original                       | Superman                                  | Indicado  |
| 1981 | Melhor trilha sonora original                       | Star Wars: The Empire Strikes Back        | Indicado  |
| 1982 | Melhor trilha sonora original                       | Raiders of the Lost Ark                   | Indicado  |
| 1983 | Melhor trilha sonora original                       | E.T. the Extra-Terrestrial                | Venceu    |
| 1983 | Melhor canção original                              | If We Were in Love (de Yes, Giorgio)      | Indicado  |
| 1984 | Melhor trilha sonora original                       | Star Wars: Return of the Jedi             | Indicado  |
| 1985 | Melhor trilha sonora original                       | Indiana Jones and the Temple of Doom      | Indicado  |
| 1985 | Melhor trilha sonora original                       | The River                                 | Indicado  |
| 1988 | Melhor trilha sonora original                       | Empire of the Sun                         | Indicado  |
| 1988 | Melhor trilha sonora original                       | The Witches of Eastwick                   | Indicado  |
| 1989 | Melhor trilha sonora original                       | The Accidental Tourist                    | Indicado  |
| 1990 | Melhor trilha sonora original                       | Born on the Fourth of July                | Indicado  |
| 1990 | Melhor trilha sonora original                       | Indiana Jones and the Last Crusade        | Indicado  |
| 1991 | Melhor trilha sonora original                       | Home Alone                                | Indicado  |
| 1991 | Melhor canção original                              | Somewhere in My Memory (de Home Alone)    | Indicado  |
| 1992 | Melhor canção original                              | When You're Alone (de Hook)               | Indicado  |
| 1992 | Melhor trilha sonora original                       | JFK                                       | Indicado  |
| 1994 | Melhor trilha sonora original                       | Schindler's List                          | Venceu    |
| 1996 | Melhor canção original                              | Moonlight (de Sabrina)                    | Indicado  |
| 1996 | Melhor trilha sonora original de comédia ou musical | Sabrina                                   | Indicado  |
| 1996 | Melhor trilha sonora dramática original             | Nixon                                     | Indicado  |
| 1997 | Melhor trilha sonora dramática original             | Sleepers                                  | Indicado  |
| 1998 | Melhor trilha sonora dramática original             | Amistad                                   | Indicado  |
| 1999 | Melhor trilha sonora dramática original             | Saving Private Ryan                       | Indicado  |
| 2000 | Melhor trilha sonora original                       | Angela's Ashes                            | Indicado  |
| 2001 | Melhor trilha sonora original                       | The Patriot                               | Indicado  |
| 2002 | Melhor trilha sonora original                       | Artificial Intelligence: AI               | Indicado  |
| 2002 | Melhor trilha sonora original                       | Harry Potter and the Philosopher's Stone  | Indicado  |
| 2003 | Melhor trilha sonora original                       | Catch Me If You Can                       | Indicado  |
| 2005 | Melhor trilha sonora original                       | Harry Potter and the Prisoner of Azkaban  | Indicado  |
| 2006 | Melhor trilha sonora original                       | Memoirs of a Geisha                       | Indicado  |
| 2006 | Melhor trilha sonora original                       | Munich                                    | Indicado  |
| 2012 | Melhor trilha sonora original                       | The Adventures of Tintin                  | Indicado  |
| 2012 | Melhor trilha sonora original                       | War Horse                                 | Indicado  |
| 2013 | Melhor trilha sonora original                       | Lincoln                                   | Indicado  |
| 2014 | Melhor trilha sonora original                       | The Book Thief                            | Indicado  |
| 2016 | Melhor trilha sonora original                       | Star Wars: The Force Awakens              | Indicado  |
| 2018 | Melhor trilha sonora original                       | Star Wars: The Last Jedi                  | Indicado  |
| 2020 | Melhor trilha sonora original                       | Star Wars: The Rise of Skywalker          | Indicado  |
| 2023 | Melhor trilha sonora original                       | Os Fabelmans                              | Indicado  |
| 2024 | Melhor trilha sonora original                       | Indiana Jones e a Relíquia do Destino     | Indicado  |

### Critics' Choice Awards
| Ano  | Categoria            | Filme         | Resultado |
| ---- | -------------------- | ------------- | --------- |
| 2023 | Melhor Trilha Sonora | The Fabelmans | Indicado  |